# Off Festival

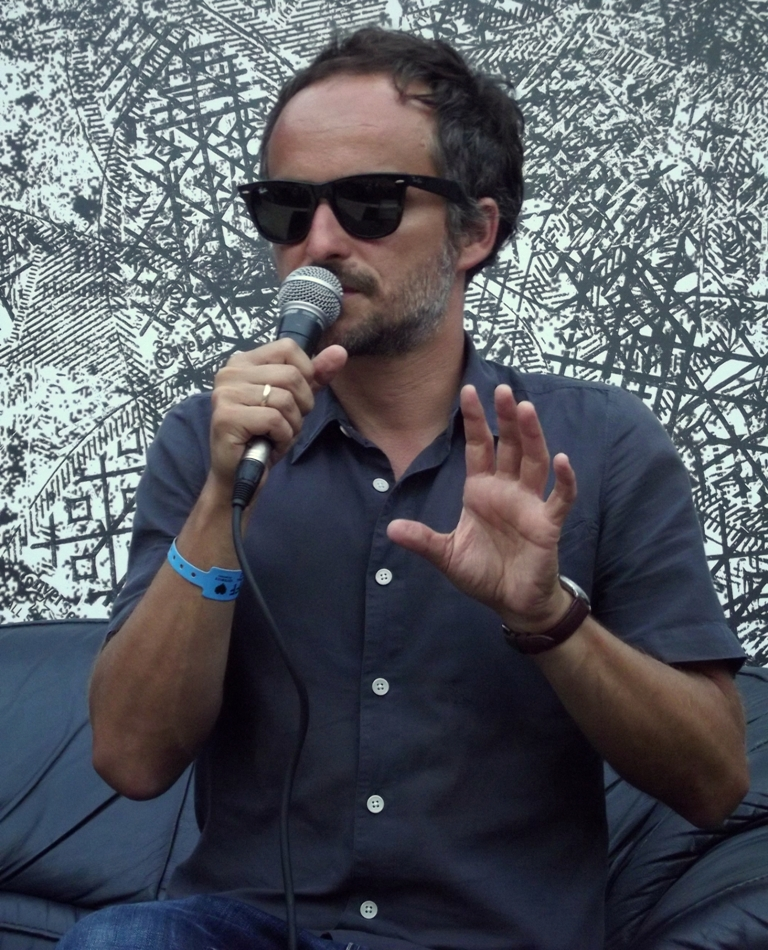
Артур Роєк на фестивалі 2013 року

OFF Festival — це музичний фестиваль, що проходить щороку в Польщі. Зальна тематика це альтернативна музика в широкому розміні цього виразу. Перший раз фестиваль було проведено 18–20 серпня 2006 року на пляжі для купання Слупна в місті Мисловиці. З 2010 року фестиваль проводять у м. Катовиці. Директором фестивалю є колишній вокаліст рок гурту Myslovitz Артур Роєк.

## Історія

### Перший фестиваль 2006 рік

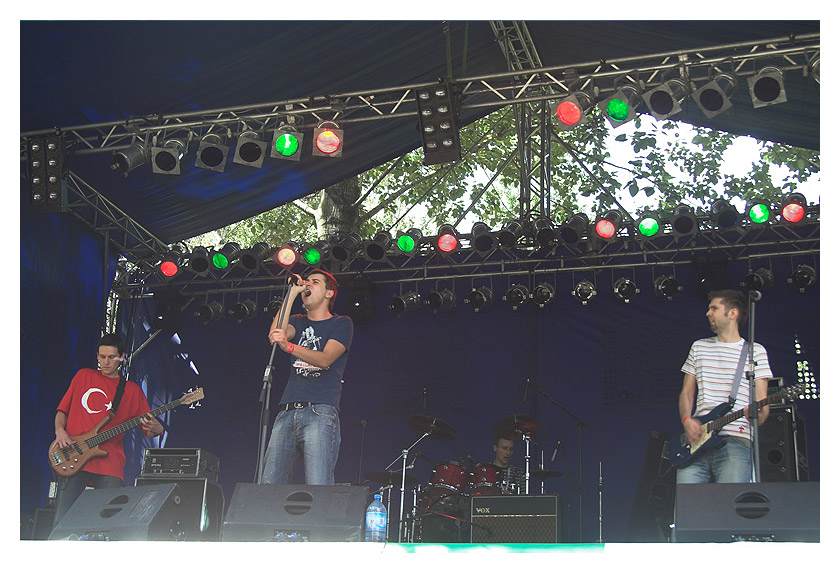
Гурт Renton виступає на сцені під час фестивалю, 2006 рік

Головною метою яку собі поставили організатори першого фестивалю було пропаганда розвитку волонтерства — більше 90 % доходів з білетів та від спонсорів були призначені на благодійні цілі, а частина коштів, яка залишалася була витрачена на потреби пов'язані з організацією та обслуговуванням. Загалом близько 10 тисяч людей відвідали захід. Артисти виступали на двох сценах: великій та малій. Під час того як проходив фестиваль також збирались благодійні внески, був влаштований показ фільмів, проводився набір у благодійні організації. Тоді виступали такі польські музиканти : T.Love, Лех Янерка, Strachy na Lachy, Lenny Valentino (зібралися разом після розпаду спеціально, щоб зіграти на тому концерті), Delons, Яцек Ляховіч, Марія Пешек, Iowa Super Soccer, The Car Is on Fire, Renton, Psychocukier. Із закордонних артистів приїхали: Джон Портер, Sofa Surfers, IAMX, Bang Gang i Banco de Gaia. Ведучими фестивалю були журналісти польського радіо — Павел Котшева та Пйотр Стельмах.
Оскільки квитки на подію купили більше 10 000 осіб, чого не очікувалось, було вирішено, що фест проводитиметься щорічно.

### Другий фестиваль 2007 рік

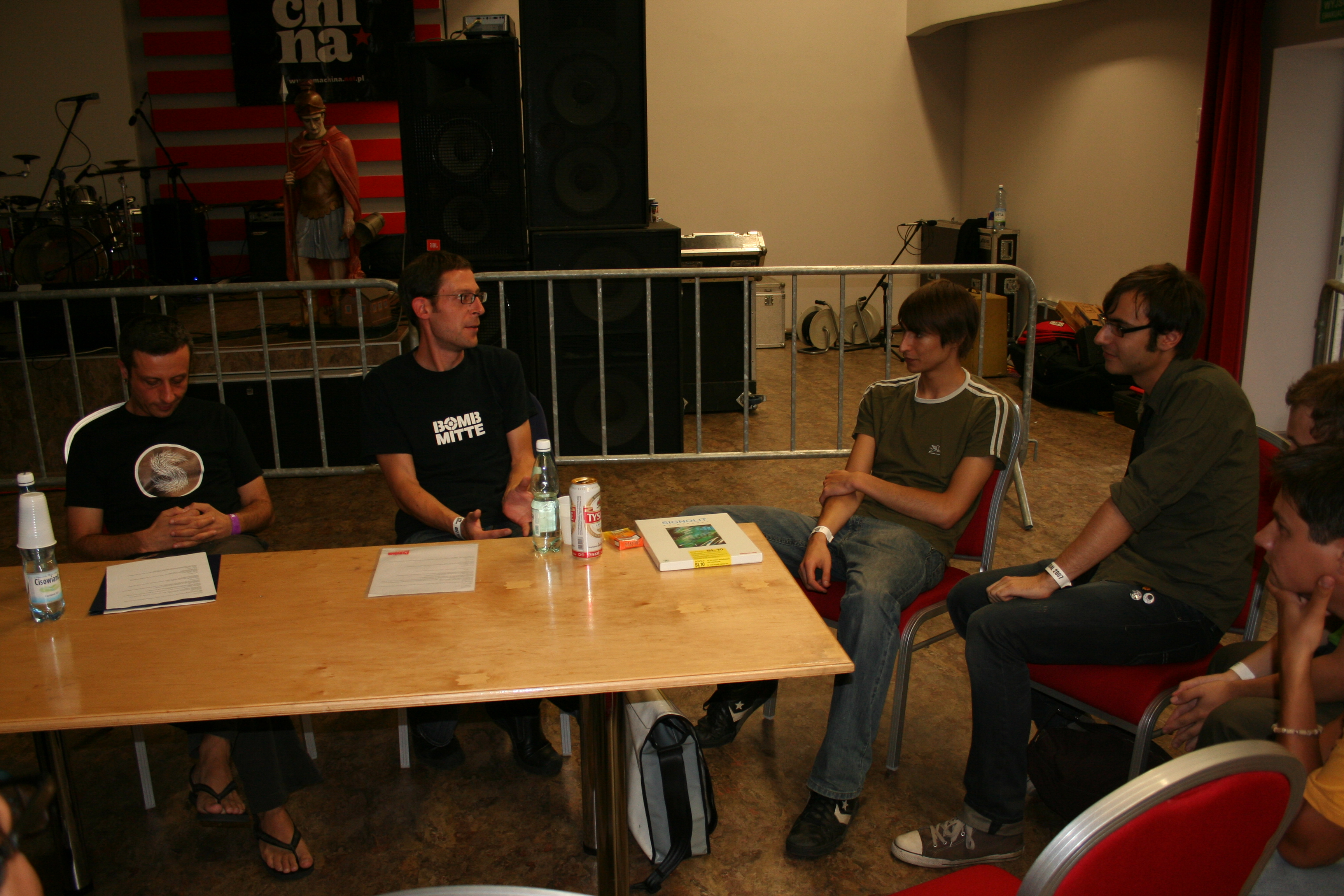
Warsztaty Indie Label

17 серпня виступили такі польські гурти: Blue Raincoat, Lao Che, Dezerter, Dick4Dick, Old Time Radio, Pink Freud, General Stillwell, Starzy Singers, Ścianka, а також зірки із інших країн: Low Frequency in Stereo (Норвегія), Architecture in Helsinki (Австралія), Piano Magic (Велика Британія)
На Сцені Техно виступили: Muariolanza, Phillipe Petit з діджейським сетом (Франція) Strings of Consciousness, PumaJaw (Велика Британія), Port Royal (Італія).
18 виступали такі польські гурти: 19 Wiosen, O.S.T.R., Tymon & The Transistors, Bassisters Orchestra, Pogodno, Кася Носовська, Komety, The Complainer, Kobiety, Cool Kids of Death, Kapela ze Wsi Warszawa, а також виконавці із закордону: Electrelane (Велика Британія), Radian (Австрія), iLiKETRAiNS (Велика Британія).
Na Сцені Техно зіграли: 100nka, The Syntetic, Mietall Waluś Magazine, Markus Detmer з діджейським сетом (Німеччина).
19 серпня в Міському центрі культури міста Мисловіціи виступив колектив Boom Pam з Ізраїлю.
В рамках виступів Моя Сцена Off зіграли чотири колективи, які перед тим виграли конкурс організований журналом «Przekrój», радіо Trójkę та інтернет порталом Onet.pl: George Dorn Screams, Hatifnats, L.Stadt і Searching for Calm.
Важливою частиною фестивалю були майстеркласи організовані Record Labeling, під час яких можна було навчитися як записати свій власний альбом. Майстер класи проводили Philippe Petit (творець лейблу BiP-HOp та Pandemonium Records), також керівник звукозаписної студії Staubgold, Маркус Детмер. Під час семінарів пояснювали вони різні аспекти створення незалежної студій запису музики, як створити хороший альбом, візуальну ідентифікацію, дистриб'юцію, просування в інтернеті, організування концертів, а також питання пов'язані з авторськими правами.
Ще однією розвагою був Trafri Арт Намет, де відбулась презентація робіт сучасного мистецтва, проводилися дискусії і де можна було також презентувати свою творчість.

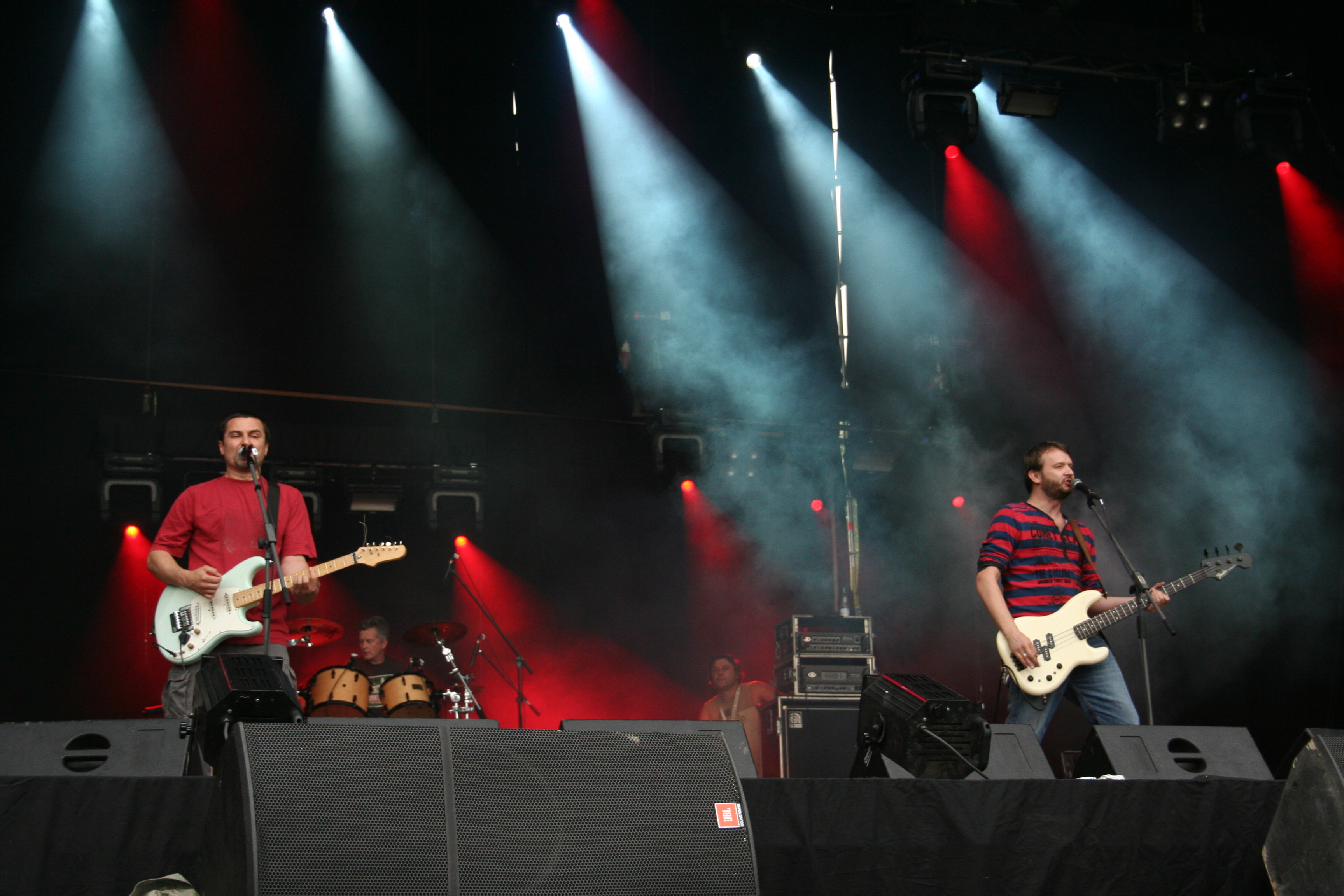
Гурт Dezerter виступає на фестивалі 2007 рік.

Третій день Off Festival був посвячений цілком сучасному мистецтву. Під гаслом IndustrialArt відбувалися виставки художніх робіт, демонструвалось кіно. Куратором Industrial Art був Марцін Щєліна.
На виставці «Польська частина сілезії», можна було побачити різноманітні мистецькі роботи Едварда Двурніка, Агати Богацької, Джоани Райковської, Агати Новіцької, Анни Нестеровіч, Шимона Кобиляжа, Міколая Длугоша, Кароліни Ковальської, Міхала Будного. Була і можливість відвідати пересувну галерею YAPPER Томаша Беєро, яка проїздила на всіх вулицях Мисловіц та показувала відеопроєкції.
Під час фестивалю відбувся також перший в Польщі показ фільмів Вільгельма Сасналя. Деякі з робіт артиста показували у шоу з використання музики.
Виступала теж творча асоціація «Хлодна 25» з Варшави, яка презентувала велику програму у галузі літератури та образотворчого мистецтва. В той ж час в місті було створив свій перший мурал Едвард Двурнік.
В рамках навчальної програми PILLS відбувалися дискусії та зустрічі з багатьма артистами та творцями: Едвардом Двурнік, Артуром Роєком, Касею Носовською, Вільгельмом Сасналом.

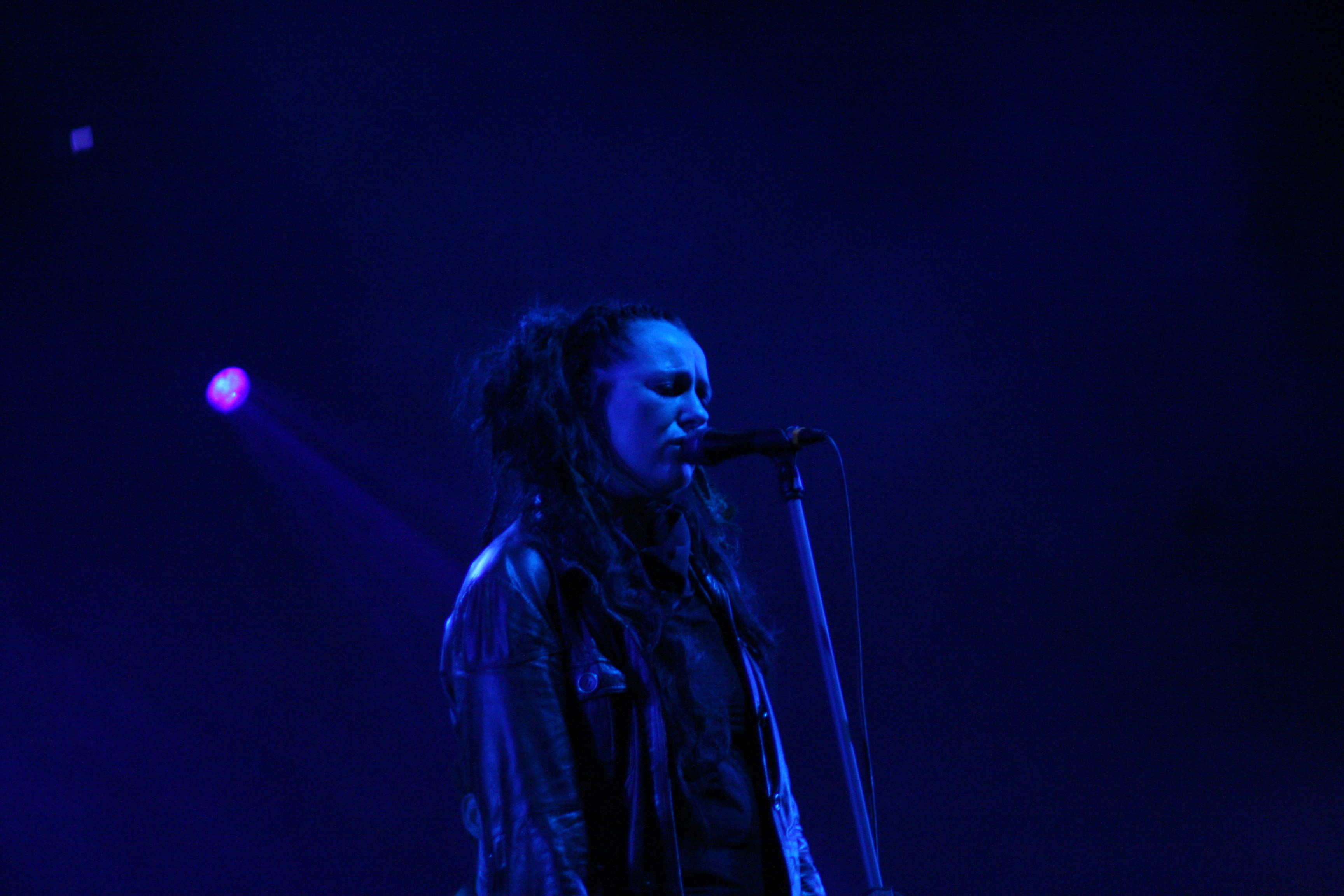
Кася Носовська виступає в 2007 році на фестивалі

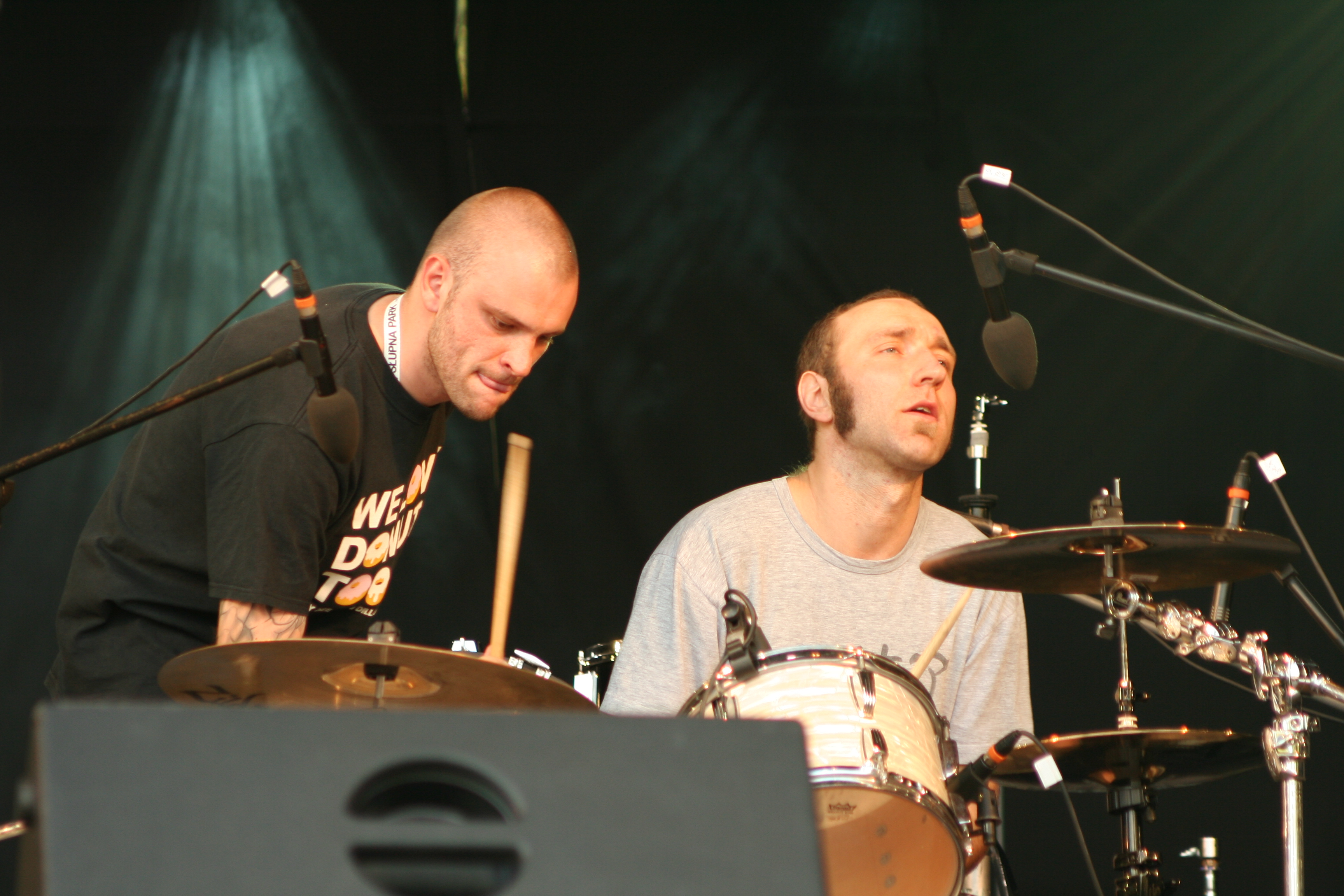
Bassisters Orchestra

### Третій фестиваль 2008 рік
Третій OFF Festivalu відбувався 8–10 серпня 2008 року. Виступали на ньому: Iron & Wine, of Montreal, Mogwai, British Sea Power, Caribou, Clinic, Kammerflimmer Kollektief, Muchy, Dat Politics, James Chance & The Contortions, Waglewski Fisz Emade, Dick4Dick, Singapore Sling, Lao Che, Izrael 83, Lutosphere, Budyń i Sprawcy Rzepaku, Homo Twist, Afro Kolektyw, Plazmatikon, New York Crasnals, Hey, Czesław Śpiewa, а також багато інших колективів з Польщі та інших країн світу (здебільшого німецьких та британських).
Off Festival відбувався три дні: перші два дні концерти відбувалися в парку Слупна, натомість на третій день офіційне закриття проводилося в Церкві апостолів Петра та Павла в місті Мисловицях, де виступав колектив Iron & Wine. Інноваційним рішенням стала сцена MySpace, де після концертів артисти представляли свої пісні в камерних версіях, відмінних від концертних версій.

### Четвертий фестиваль 2009 рік
Четвертий фестиваль відбувся 6–9 серпня 2009 в Мисловіцах в парку Слупна. Виступали на його сценах такі колективи: The National, Final Fantasy, Spiritualized, Miłość, El Perro del Mar, The Thermals, Casiotone for the Painfully Alone, Frightened Rabbit, These New Puritans, Габа Кулька, Марія Пешек, Marissa Nadler, The Field, Оулавюр Арнальдсs, The Pains of Being Pure at Heart, High Places, Handsome Furs, HEALTH, Fucked Up, Марк Козелек, Komety, Crystal Stilts, Wavves, Карл Блау, Wire, Wooden Shjips, Лех Янерка.

### П'ятий фестиваль 2010 рік

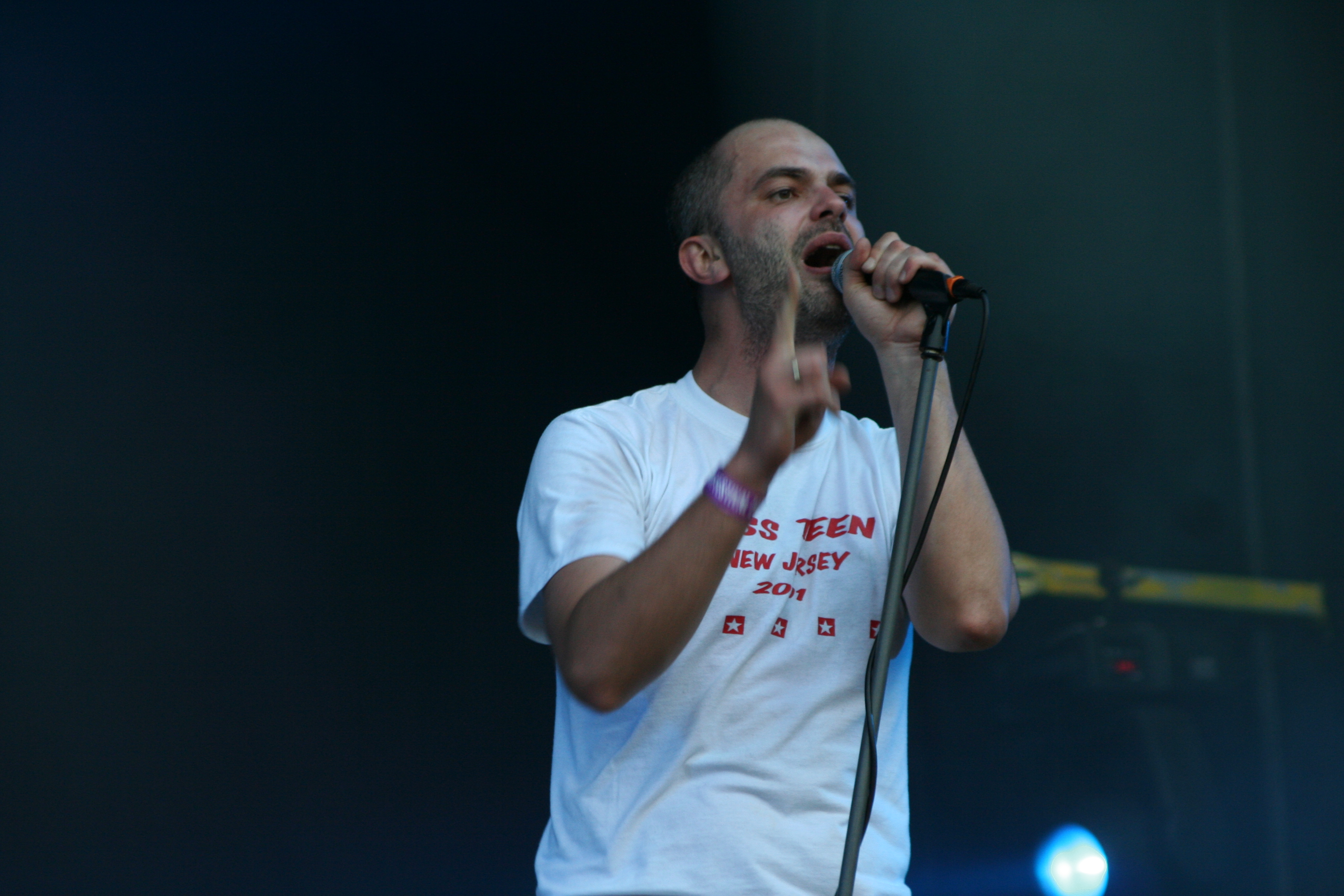
Pogodno виступає на фестивалі 2007 ріік

В 2010 році Off Festival відбувся в місті Катовицях. Переїзд фестивалю був пов'язаний із зменшенням субсидії міста Мисловиць на його проведення. На вп'яте організованому фестивалі взяли участь такі музичні колективи: Hotel Kosmos, Potty Umbrella, Кім Новак, Voo Voo, The Horrors, Lenny Valentino, Tindersticks, We Call It A Sound, NP, 19 Wiosen, Something Like Elvis, Art Brut, The Fall, 100 % Raekwon, Newest Zealand, Cieślak i Księżniczki, Toro Y Moi, Black Heart Procession, Efterklang, A Place To Bury Strangers, Joker feat. Nomad, Tin Pan Alley, The Psychic Paramount, Baaba, Fennesz, Zu, Trans AM, Szelest Spadających Papierków, Dam Mantle, Paula i Karol, 3moonboys, Pustki, Muchy, Archie Bronson Outfit, Hey, Dinosaur Jr., Manescape, Plum, Mitch And Mitch With Their Incredible Combo, Apteka, Tunng, Mew, Lali Puna, Nathalie And The Loners, FM Belfast, Pink Freud, Mouse On Mars, A Hawk And A Hacksaw, Radio Dept., Digital Mystikz, St James Hotel, All Sounds Allowed, Tides From Nebula, Prawatt & Mirna Ray, These Are Powers, Lachowicz, Zs, Вільям Басіньскі, Let The Boy Decide, Ed Wood, Pablopavo i Ludziki, O.S.T.R., Shearwater, The Raveonettes, The Flaming Lips, Bipolar Bears, Pulled Apart By Horses, Lao Che, Casiokids, No Age, Kryzys, Anti-Pop Consortium, Indigo Tree, Happy Pills, Bear In Heaven, Dum Dum Girls, The Very Best, Kucz / Kulka, Darkstar, Kyst, The Tallest Man On Earth, Niwea, Damon And Naomi, Tune-Yards, Shining, Філіп Джек, Ecstatic Sunshine, Matmos, Nejmano, Tropajn, Gówno, а також Brudne Dzieci Sida.

### Шостий фестиваль 2011 рік

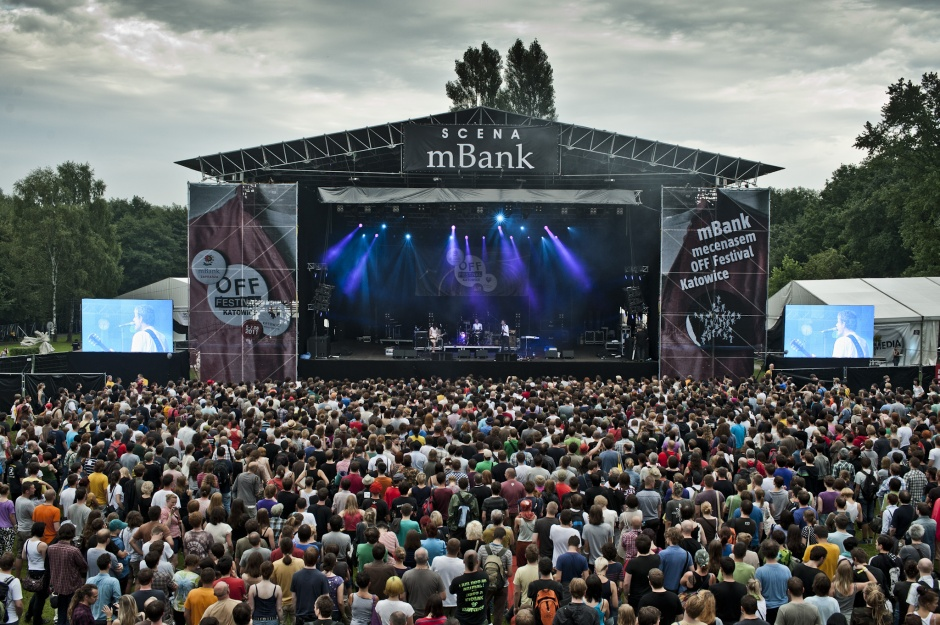
OFF Festival 2011

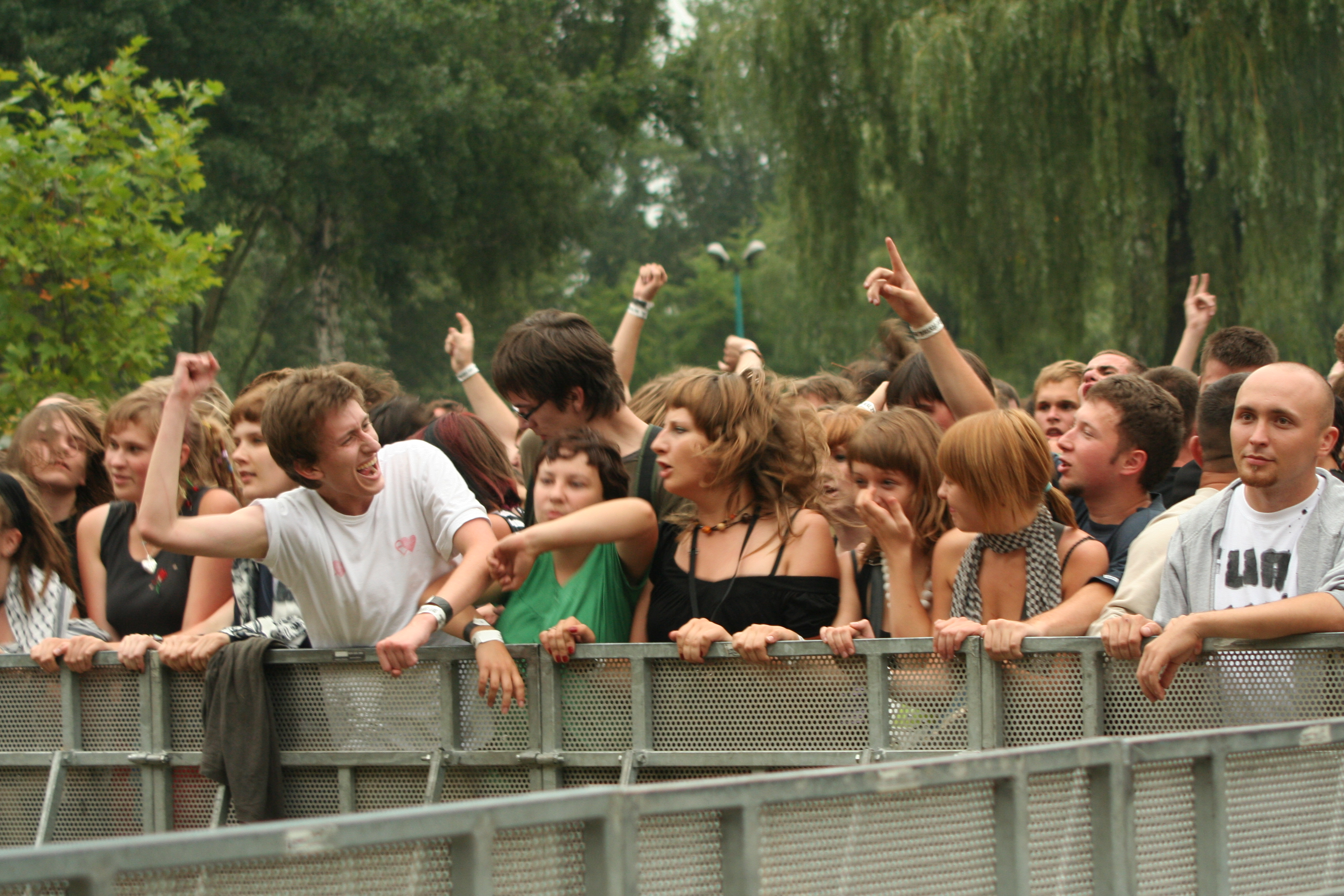
Фани відриваються біля великої сцени фестивалю

Шостий раз OFF Festivalu відбувався з 4 по 7 серпня 2011 року. Другий раз місцем проведення стали Катовиці. Концерт-відкриття відбувся в Центрі культури Катовиць імені Кристини Бохенек, виступав на ньому гурт «Current 93», на розігріві в якого виступав колектив «Trembling Bells». Концерти в п'ятницю, суботу, неділю відбулися в катовицькій Долині трьох ставів, де також розмістилося наметове містечко в якому мешкали фестивальники.
Загалом взяло участь у події 80 колективів з Польщі та всього світу (здебільшого представники США та Великої Британії, проте були також колективи з Франції, Швеції та інших країн). Тут виступали: Abradab + сет Kalibra 44, Actress, AIDS Wolf, Анна Кальві, Ariel Pink's Haunted Graffiti, Asi Mina, Awesome Tapes From Africa, Baaba Kulka, Ballady i Romanse, Barn Owl, Bielizna gra «Taniec lekkich goryli», BiFF, Blindead, Blisko Pola, Blonde Redhead, Bohren & Der Club Of Gore, The Car Is On Fire, Czesław Śpiewa Tesco Value, D4D, Dan Deacon, Deerhoof, Destroyer, dEUS, Dezerter, Dry The River, DVA, Emeralds, Factory Floor, Frankie & The Heartstrings, GaBLé, Gang Of Four, Gangpol & Mit, Glasser, How to Dress Well, Hype Williams, Igor Boxx, The Jon Spencer Blues Explosion, Junior Boys, Junip, Kamp!, Kapela Ze Wsi Warszawa, Karbido «Stolik», Kode9 & The Spaceape, Konono No. 1, Kury grają «P.O.L.O.V.I.R.U.S.», Kyst, Male Bonding, Matthew Dear (Live Band), Merkabah, Meshuggah, Miss Polski, Mogwai, Moja Adrenalina, Mołr Drammaz, Muariolanza, Neon Indian, Lech Janerka, Liars, Liturgy, The Lollipops, Low, L.Stadt, Olivia Anna Livki, Omar Souleyman, Oneida, Oneohtrix Point Never, Paris Tetris, PCTV, Polvo, Primal Scream який грав «Screamadelikę», Public Image Ltd, Ringo Deathstarr, Sebadoh, Suuns, Tres.b, TRYP, Twilite, Twin Shadow, Warpaint, Wojtek Mazolewski Quintet, Xiu Xiu, YACHT.
Також усі бажаючі, хто не хотів відвідувати концерти mogły могли зустрітися із авторами прози та поезії в Літературній Кав'ярні. Свої твори читали там Казімеж Куц, Януш Рудніцькі, Міхал Вітковські та інші. Головою тих зустрічей був сілезький письменник — Войцех Кучок.

### Сьомий фестиваль 2012 рік

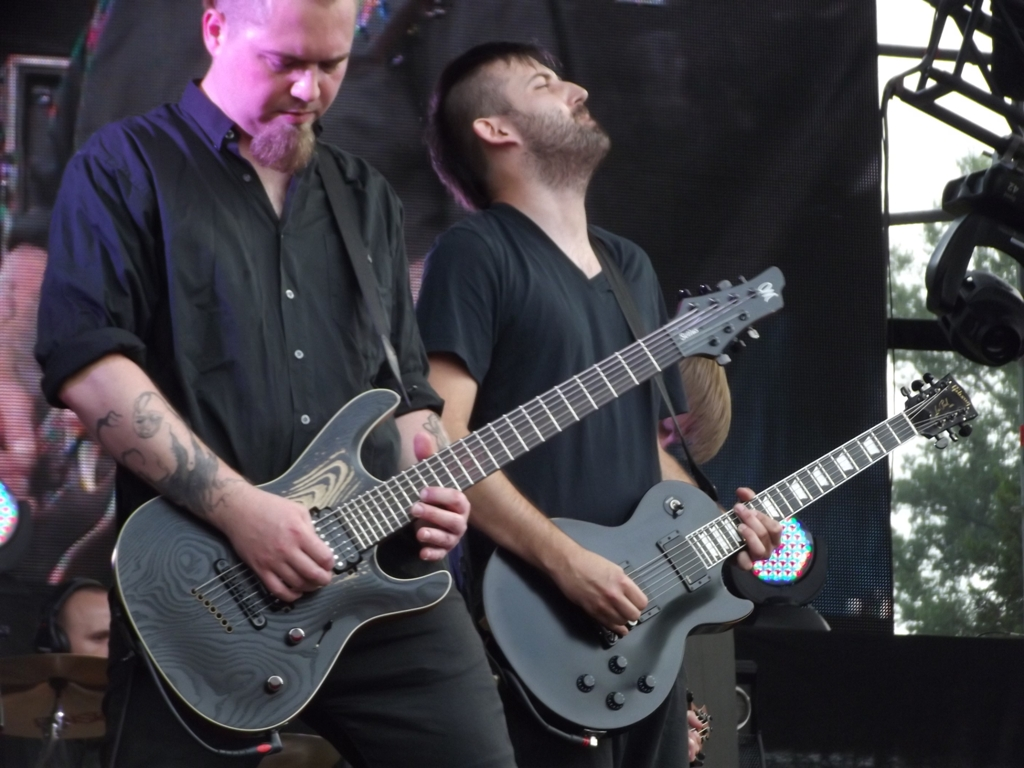
Гурти Blindead i Tides From Nebulaпід час концерту на Off Festival в 2012 році. Х ліва: Марек Желінські і Адам Вельшинські.

Сьомий OFF Festival відбувався з 3 по 5 серпня 2012 року. Концертам в Долині Трьох Ставів передувала вечірка-відкриття, що відбулась Центр культури імені Кристини Бохенек, де зіграли Метью Герберт («One Pig») i Альва Ното, також паралельно деякі музиканти виступали в клубі Hipnoza де, в свою чергу, виступили Нільс Фрам (&Петер Бродерік) та Sleep Party People.
Всього виступило 80 виконавців з Польщі та інших країн, які представляли різноманітні стилі та жанри. На чотирьох різних сценах дали концерти: Metronomy, Atari Teenage Riot, Charles Bradley, Swans, Battles, Терстон Мур, Кім Гордон, Стівен Малкмус, Генрі Роллінз, Iggy And The Stooges, Mazzy Star, Baroness i Converge. Як завжди, з'явились лідери польської альтернативної сцени. Зокрема зіграли Носовська, Profesjonalizm, Apteka, Kobiety, Cool Kids Of Death та Łona & Webber.
OFF Festival 2012 року як і попереднього року жив не тільки музикою. До Літературної Кав'ярні приходили люди на спілкування із відомими майстрами слів, зокрема там були Анджей Стасюк, Кшиштоф Варга i Ольга Токарчук.
Після події в Катовицях залишився мурал з назвою «Kim», автором якого є Юліан Якуб Жолкевський.

### Восьмий фестиваль 2013 рік
VIII раз OFF Festival проходив 1–4 серпня. 1 серпня концерти відбулися в центрі міста. У Центрі культури Катовиць виступали тоді такі колективи як A Band Of Buriers і Патрік Воль, а в клубі Hipnoza — Daniel Higgs та The Skull Defekts.
Під час наступних трьох днів основні події фестивалю перемістились в уже традиційну Долину Трьох Ставів, де на чотирьох сценах виступило близько сотні артистів з всього світу, які грали у всіх музичних жанрах.
В серпні 2013 року на організованому Артуром Роєком фестивалі зіграли такі артисти: The Smashing Pumpkins, My Bloody Valentine, Godspeed You!, Black Emperor, Джон Талабот, Brutal Truth, The Pop Group, Юлія Гольтер, Goat, Fucked Up, Deerhunter, AlunaGeorge. Доволі добре було репрезентовано польську альтернативна сцена, зокрема колишній гурт Роєка Molesta виконав пісні із їх культового альбому «Skandal», виступили такі артисти як Skalpel, Furia, Пйотр Курек, Rebeka i Stara Rzeka. Несподівано сенсацію викликав виступ тайського колективу, доданого до програми фестивалю лише в останню хвилину The Paradise Bangkok Molam International Band. Найкращим концертом фестивалю став спільний приголомшливий дебют Збігнєва Водецького та гурту Mitch & Mitch, за основу виступу був взятий сольний дебютний альбом вокаліста, який побачив світ, ще 1976 року.
В Літературній Кав'ярні цього разу дискутували Сільвія Чутник, Наталія Федорчук, Єжи Бузек, Каміль Сіпович, Яцек Денель, Роберт Брилевський, Юрій Андрухович та Зигмунт Мілошевський.

### Дев'ятий фестиваль 2014 рік
В 2014 році OFF Festival тривав чотири дні. Все почалося з виступів, які проходили в клубах в центрі міста Котовіце 31 липня у співпраці з легендарним британським фестивалем All Tomorrow's Party. Свої діджейські сети презентували Артур Роєк та Барі Хоган (деретор ATP), виступили тоді Earth, Tuxedomoon, Дін Уерехам та гурт Dirty Beaches. Музика також була грали в євангелістсько-аугсбурзькій церкві імені Євгенія Рудніка, видатного композитора, який працював на експериментальному польському радіо.
З 1 до 3 серпня Off Festival традиційно проходив в Долині трьох Ставів. Як і кожного року все проходило на чотирьох сценах, новинкою цього року був намет в якому діджеї грали для публіки танцювальну музику. Чудово виступили на концертах IX фестивалю такі іноземні музиканти як Slowdive, Belle & Sebastian, The Jesus And Mary Chain, Neutral Milk Hotel, Glenn Branca, Oranssi Pazuzu, Perfume Genius, The Notwist, Andrew W.K., Nisennenmondai і звісно польські артисти, зокрема Пртур Роєк, Noon, Król, Варшавський розважальний оркестр, який зіграли пісню з альбому «Song Reader».
Також відбулися зустрічі на традиційній Літературній кав'ярні, куратором якою був Кшиштоф Варга, її гостями стали письменники Щепан Твардох, Лукаш Орбітовський, Яцек Подсядло, професор Пшемислав Чаплінський та Філіп Спрінгер.

### Десятий фестиваль 2015 рік
Ювілейний фестиваль традиційно проводили в Катовицях, подія відзначилися широким вибором музики, яка пропонувалися до слухання — техно, гіп-гоп, джаз, панк, психоделічна музика, метал і етно музика, а також грало безліч музикантів експериментаторів. Від 7 до 9 серпня польську музичну сцену презентували Владислав Комендарек, Pablopavo i Ludziki, Яцек Сінкевіч, Ten Typ Mes, Decapitated, Kortez i Kinsky. Закордонними гостями були: Патті Сміт, яка цілком виконала свій культовий альбом «Horses», Run The Jewels, Ride, The Residents, The Dillinger Escape Plan, Dean Blunt, Sunn O))), Sun Ra Arkestra, Сюзанна Сундфьор, Мік Харві, який грав твори Сергія Гінсбурга, Ксю Ксю, музику із серіалу Твін Пікс.
Новинкою на фестивалі були так звані Дикі Концерти — щовечора, в якийсь момент, на територію фестивалю заїжджала вантажівка, і на території фестивалю відбувався виступ найбільш очікуваного та талановитого артиста. В такий спосіб виступили Pro8l3m, Ho99o9 та Acid Arab.
Як і щороку відбувалися дебати, зустрічі, дискусії в Літературному кафе де виступали Патті Сміт, Яцек Денель, Барбара Клічка, Сільвія Чутник, Домініка Словік, Маріуш Чубай та Якуб Жульчик. Проте вечорами кафе перетворювалося на арену бурлеску, яка вперше появилася на фестивалі, завдяки співпраці з американським лейблом Sub Pop з Сіетлу та польською популяризаторкою цього виду виступів — Betty Q.
Супутньою подією фестивалю стала виставка, присвячена Експериментальній студії Польського радіо, під назвою «З внутрішньої сторони Чорної кімнати», організована в арт просторі Сілезька Порцеляна. Її було відкрито 6 серпня і було поєднано з виступом артистів Mały Instrumenty, Майя С. К. Ратке і Яцек Сінкевіч.
В 2015 році вперше на Off Festival гостила команда KEXP, з радіостанції Сіетлу, представляючи найцікавіші нові музичні явища своїм слухачам у всьому світі. Фестиваль у Катовицях став першим в Європі фестивалем, з яким американське радіо почало широко співпрацювати — раніше єдиним місцем за межами США, куди команда їздила, була Ісландія. Перед камерами та мікрофонами KEXP з короткими сесіями виступили Hańba! (їх виступ відбувся на вулиці в історичному районі Нікішовець у Катовицях), The Stubs, Coals, Lautari i Kristen, а також група Ride із спеціальним акустичним сетом.

### Одинадцятий фестиваль 2016 рік
OFF Festival в 2016 відбувся як завжди в першій неділі серпня, а точніше з 5 до 7 серпня. Окрім кількох відмінених концертів — зокрема гурту The Kills (по причині хвороби вокалістки колектив відмінив виступи на кількох фестивалях) i Anohni (артистка прилетіла до Катовиць, була репетиція, але лікар заборонив їй співати) — сам фестиваль відбувся без ексцесів. Як зірок неочікувано презентували екзотичні гурти, раніше мало відомих серед широкої публіки, які чудово використали свій шанс та запам'яталися аудиторії — зокрема корейський колектив Jambinai та єгипетський гурт Islam Chipsy & E.E.K.
На одинадцятому Off Festivalu виступали такі музиканти як Девендра Банхарт, Mudhoney, Napalm Death, Lush, Thundercat, Lightning Bolt, Clutch, Brodka, Kaliber 44, The Master Musicians Of Jajouka, Ziołek / Zimpel, SBB (з альбомом «Nowy horyzont») та Віліам Басінські.
Ця подія було багата на розваги для фанів електронної музики, навіть давня Лісну Сцену замінила Сцена Електронних Бітів. Гостями фесту стали такі потужні музиканти цієї галузі як Деррік Мей, Ендрю Ветералл і Роман Флюгель (виступали із спільним сетом), GusGus, Dj Koze, Jaga Jazzist, Kiasmos та Pantha du Prince.
В Літературній кав'ярні виступили Йоанна Сідлецька, Марцін Подолець, Яцек Свідзінський та Станіслав Любенський.

### Дванадцятий фестиваль 2017 рік
В 2017 році OFF Festival відбувався від 4 до 6 серпня. Зірками фестивалю були Леслі Фейст, Пі Джей Гарві i Swans. Більше того на XII фестивалі виступили Shellac, Таліб Квелі, Конер Оберст, Arab Strap, Thee Oh Sees, Silver Apples, Beak>, Міхал Гіра (який також на четвертий день фестивалю був куратором Сцени Експериментальної), Preoccupations, Джезі Ланза, This Is Not This Heat, Wolves in the Throne Room, Анна фон Гаусвольф, Idris Ackamoor & The Pyramids i Boris, який повністю відіграв свій альбом Pink виданий 2005 року.
Також із польських артистів зіграли Łoskot, Batushka, Mitch & Mitch, PRO8L3M, Trupa Trupa, Made in Poland (які виступили з альбомом Martwy kabaret), Рафал Рогінські (соло також був виступ як Żywizna і в дуеті з Генофельом Ленарціком) i L.Stadt. Також виступав організатор фестивалю — Артур Роєк — який разом з групою Kwadrofonik зіграв промислову симфонію № 1 Девіда Лінча i Анджело Бадаламенті.
Перед початком фестивалю концерти були скасовані за станом здоров'я Даніеля Джонсона, а також Карли Бозуліч.
Кураторами Літературної Кав'ярні були Сільвія Чутник та Кароліна Сулей, гаслом було «Всі». Гостями кав'ярні стали Мацей Сєнчик, Зємовіт Щерек, Гражина Плебанек, Шимон Кльоска, Войцех Орлінський, Малгожата Халбер, Роберт Ріент, Наталія Федорчук, Станіслав Любельські, Юлія Шихов'як, Рафал Косикі Гжегож Каліновські, а також Міхал Вітковські і Щепан Твардох, які прочитали фрагменти своїх творів.
На території фестивалю було організовано також показ кіно представниками фундіції Fundację Legalna Kultura, тематика фільмів була музика (Gimme Danger режисера Джима Джармуша, Ucho wewnętrzneрежисерів Магдалени Губали та Шимона Уляша) та фільм присвячений Даніельові Янстонові The Devil and Daniel Johnston режисера Джефа Фоєрцайга.
Фестиваль супроводжувався виставкою придуманою Себатьяном Ціхоцьким 298 111, яка була пілотним проєктом програми muzeum, glosarium реалізованою за співпрацею зі Музеєм Сілезії в Катовицях. Виставка склалася з презентованих в адміністративних межах Катовиць плакатів авторства міжнародної групи артистів, артисток та колективів артистичних, зокрема Кетрін Бем, Desire Machine Collective, Павла Фреслера, Futurefarmers, Міхала Хеймана, Лукаша Яструбчака, Сюзан Кріман, Войцеха Кохарчука, Рафала Мілаха, Агнєшки Польської, Б'янки Роландо, дуету RSS B0YS, Джонаса Стаала, Temporary Services, Анджея Тобіса i Маріо Гарсії Торреса.

## Нагороди та відзнаки
У січні 2012 року OFF Festival був відзначений престижною нагородою European Festival Award в категорії найкращий фестиваль середньої величини. Цього ж року музичне інтернет видання Pitchfork відзначив похвалою OFF Festival та помістив його в список 20 найбільш важливих літніх фестивалів усього світу.
Організатори, а також учасники фестивалю стараються мінімалізувати вплив на середовище використовуючи відновлювальну енергію, сортують сміття а також продають їжу в посуді, який розкладається легко біологічним способом. В 2013 році ці дії були відзначені, a OFF фестиваль був визнаний як фестиваль який є дружелюбним до природи, отримавши міжнародну нагороду Green'n’Clean.